# بايين محلة غليدة (دهغاه)
بایین محلة غلیدة (بالفارسية: پایین‌محله گیلده) هي قرية تقع في إيران في غيلان. يقدر عدد سكانها بـ 473 نسمة .